# B&B Italia
B&B Italia S.p.A. ist ein in Novedrate, Italien ansässiges Unternehmen zur Herstellung von Sitzmöbeln und Einrichtungszubehör.

## Geschichte

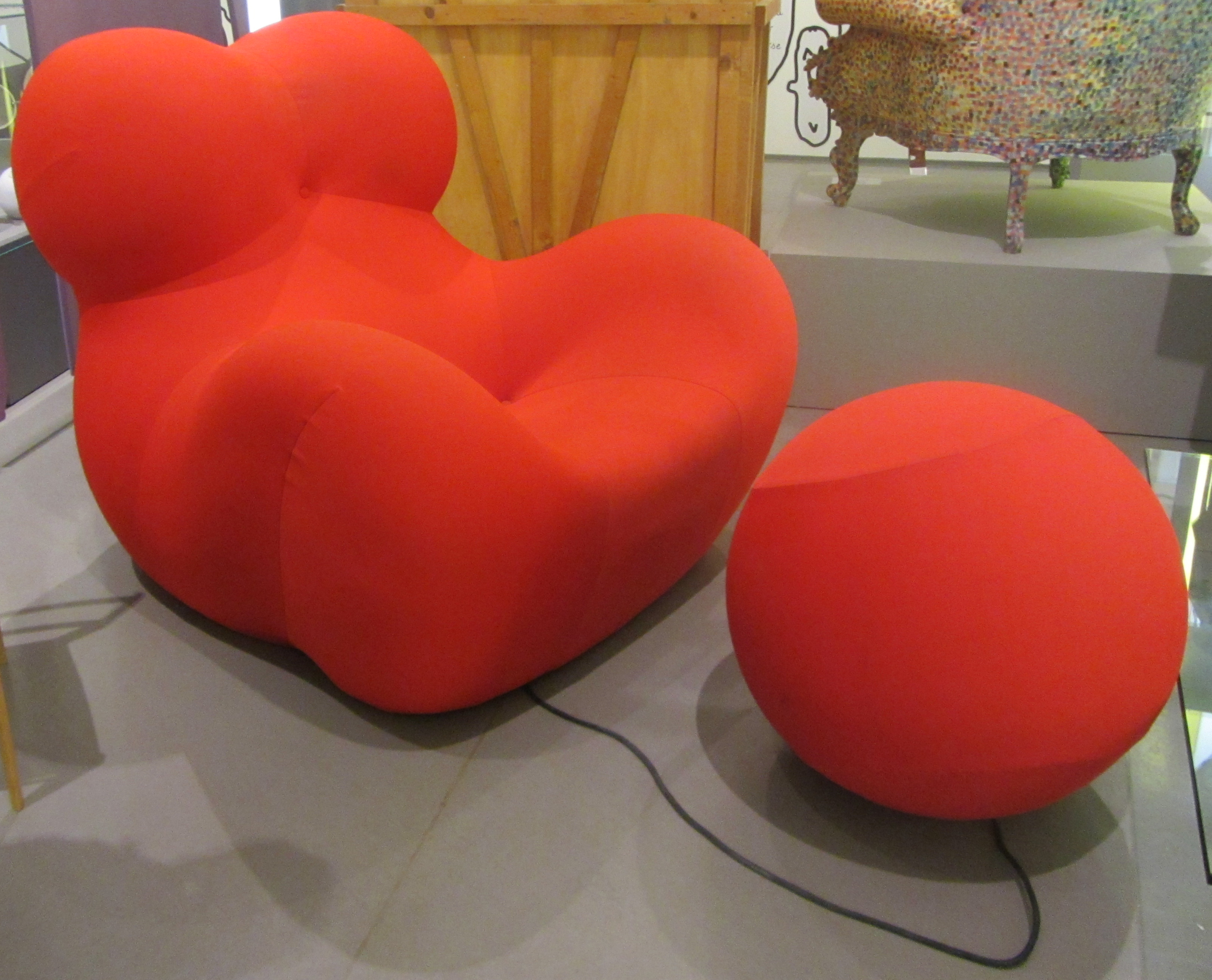
La Mamma (1969)

1953 gründeten die Brüder Piero Ambrogio und Franco Busnelli die Firma Fratelli Busnelli fu Giuseppe in ihrer Heimatstadt Meda. Noch heute gibt es das Unternehmen Busnelli mit Sitz in Brianza. Piero Ambrogio Busnelli verließ 1966 den Familienbetrieb und gründete am 13. April 1966 zusammen mit Cesare Cassina, noch unter dem Kürzel C&B, die Firma Cassina & Busnelli. Sie entwickelten in Zusammenarbeit mit der Bayer AG die Technologie des in Formen geschäumten Kaltpolyurethans und wandte sie auf die Herstellung von Polstermöbeln an. Das Coronado-Sofa von Afra und Tobia Scarpa war 1966 das erste Polsterprodukt, das diese Technologie nutzte. Auch der Wechsel von einem handgefertigten Holzrahmen zu einem widerstandsfähigeren aus Eisen war neu. Ebenfalls war es nur mit zwei Schrauben befestigt, somit einfach zu zerlegen, was den Versand vereinfachte.
1972 wurde „Le Bambole“, mit dem Design von Mario Bellini auf den Markt gebracht. Es war das erste einteilige Polstermöbel das auf den Markt kam. 1979 wurde das Le Bambole mit dem Compasso d’Oro ausgezeichnet. Mit einer Werbekampagne von Oliviero Toscani, in der Andy Warhols Muse, Donna Jordan, in Jeans, Beine mit Absätzen im Bild, zu sehen war luftig und oben ohne, wurde diese Produkt erfolgreich beworben. Le Bambole ist mit über 50 Jahren immer noch in Produktion.
1971 begann der Neubau des Hauptsitzes von B&B Italia in Novedrate. Diese wurde von den Architekten Renzo Piano und Richard Rogers übernommen. Das 1973 fertiggestellte Gebäude besteht aus einer Einheit, die in einer Stahl- und Glasrohrstruktur aufgehängt ist, die die Architektur des berühmten Centre Pompidou in Paris vorwegnimmt, das später von denselben Architekten entworfen wurde.
Nach sieben Jahren Zusammenarbeit übernahm Busnelli 1973 die Anteile von Cassina und änderte den Firmennamen nun in B&B Italia. Wobei das erste B, wie er fast scherzhaft sagte, auf die Banken hinwies, die ihm bei der Initiative geholfen hatten.
1974 wurde der Sisamo-Kleiderschrank entworfen, der erste Kleiderschrank mit einem patentierten Öffnungssystem mit koplanaren Türen, der 1984 den Compasso d’oro-Preis gewann, der 1987 erneut für das von Antonio Citterio entworfene Sity-Sitzsystem gewonnen wurde. In der Folge , wird dieser Preis, erstmalig an ein Unternehmen, 1989 „Für die ständige Integrationsarbeit verliehen, die durchgeführt wird, um die Werte der technisch-wissenschaftlichen Forschung mit denen zu verbinden, die für die Funktionalität und Ausdruckskraft der Produkte notwendig sind“ verliehen. 1991 ging das Unternehmen ein Joint Venture mit Costa Crociere zur Ausstattung von Schiffen ein.
Ab 2002 besaß die Private Equity Fund Opera, die zur Bulgari-Group gehört, Anteile des Unternehmens. 2011 kaufte diese Anteile die Familie Busnelli wieder zurück.
Am 25. Januar 2014 starb der Firmengründer Busnelli im Alter von 87 Jahren. Heute wird das Unternehmen von seinen Söhnen geleitet.

## Modelle (Auswahl)
- 1966: Coronado[6]
- 1968: Lombrico
- 1969: La Mamma UP Kollektion[7]
- 1970: Camaleonda[8]
- 1972: Le Bambole[9]

## Auszeichnungen
- 1979: Compasso d’Oro für Le Bambole (Sofa)
- 1984: Compasso d’Oro für Sisamo (Kleiderschrank)
- 1987: Compasso d’Oro für Sity-Sitzsystem (Sofa)
- 1989: Compasso d’Oro für das Unternehmen B&B Italia

## Beteiligte Designer
| - Antonio Citterio - Patricia Urquiola - Naoto Fukasawa - Gaetano Pesce | - Paolo Piva - Jeffrey Bernett - Studio Kairos - Zaha Hadid | - Afra und Tobia Scarpa - Mario Bellini - Gabriele und Oscar Buratti - Atelier OÏ | - Chris Howker - David Chipperfield - Jakob Wagner - Jean-Marie Massaud | - Marcel Wanders - Roberto Barbieri - Naoto Fukasawa - Uwe Fischer |